# Air Tropiques
Az Air Tropiques egy légitársaság volt a Kongói Demokratikus Köztársaságban. A légitársaság székhelye Kinshasában, bázisa pedig az N’Dolo repülőtéren volt. Belföldi, regionális és charter járatokat üzemeltetett. 
A légitársaság szerepelt az Európai Unióban betiltott légitársaságok listáján.
Az Air Tropiques 2016 júniusában egyesült a Kin Avia légitársasággal.

## Története
A légitársaságot 2001-ben alapították, és 2001 februárjában kezdte meg működését. 2016 júniusában, amikor egyesült a Kin Avia légitársasággal, a vállalatnak 50 alkalmazottja volt.

## Flotta
Az Air Tropiques flottája a következő repülőgépekből állt 2016 júniusában:
- 1db Fokker F27 Mk100
- 1db Raytheon Beech 1900C Airliner
- 1db Raytheon Beech Super King Air B200
- 1db L–410 Turbolet UVP
- 1db L–410 Turbolet UVP-E
- 1db Piper Seneca II

## Balesetek
- 2011. december 4-én az Air Tropiques 9Q-CEM lajstromú Beechcraft 100 King Air típusú repülőgépe landolás közben lecsúszott a kifutópályáról, Pointe-Noireban. A repülőgép futóműve összecsuklott és a bal oldali propeller részben letört. Mind a tíz utas sértetlenül megúszta a balesetet, míg a repülőgép javíthatatlanul megrongálódott. Feltételezhetően a rossz időjárási körülmények (erős oldalszél, heves eső) állnak a baleset mögött.[2]

## Fordítás
- Ez a szócikk részben vagy egészben  az   Air Tropiques című angol Wikipédia-szócikk ezen változatának fordításán alapul.  Az eredeti cikk szerkesztőit annak laptörténete sorolja fel. Ez a jelzés csupán a megfogalmazás eredetét és a szerzői jogokat jelzi, nem szolgál a cikkben szereplő információk forrásmegjelöléseként.